# Je m'habillerai de nuit
Je m'habillerai de nuit (titre original : I Shall Wear Midnight), paru en langue originale en 2010 puis publié en France le 21 avril 2011 aux éditions L'Atalante, est le cinquième volume indépendant de la série Les Annales du Disque-monde de Terry Pratchett.

## Résumé
Tiphaine Patraque est maintenant devenue sorcière à part entière et s'occupe de son pays, le Causse. Mais elle se retrouve accusée du meurtre du seigneur local… Elle se rend à Ankh-Morpork pour informer l'héritier du baron, Roland, de la mort de son père.
Sur le chemin, elle est attaquée par un être mystérieux et monstrueux qui semble vouloir brûler toutes les sorcières.

## Distinction
Le roman a reçu le prix Andre-Norton 2010.

## Personnages
- Tiphaine Patraque